# Elektronisch patiëntendossier
Een elektronisch patiëntendossier (EPD) is een softwaretoepassing waarbij medische patiëntengegevens in digitale vorm bewaard en beschikbaar gemaakt worden. Het doel van een EPD is meestal het huidige of toekomstige zorgproces rondom een patiënt te ondersteunen. Een EPD is inhoudelijk breder dan een EMD (elektronisch medisch dossier). Soms gebruikt men de term elektronisch gezondheidsdossier om aan te geven dat medische gegevens niet alleen patiënten betreffen maar ook gezonde gegevens.
Een EPD-systeem bevat strikt medische patiëntengegevens afkomstig van één enkele organisatie (of organisatiedeel), zoals een ziekenhuis. Ter vergelijking: een ZIS ofwel Ziekenhuis Informatiesysteem bevat administratieve en financiële patiëntgegevens.

## Het begrip

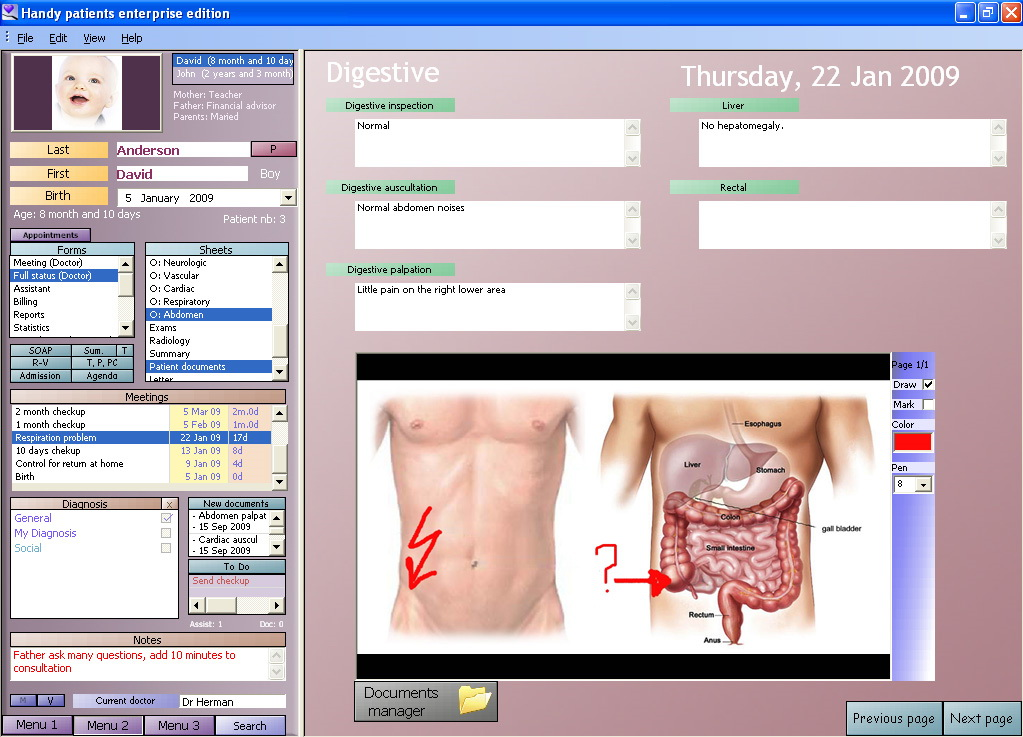
Een elektronisch medisch dossier.

De term elektronisch patiëntendossier wordt gebruikt voor een hele reeks softwaretoepassingen. Deze toepassingen delen het feit dat zij als rol hebben medische patiëntengegevens digitaal op te slaan en beschikbaar te stellen. Er kan onderscheid gemaakt worden tussen het EPD zelf en de praktijkmanagementsystemen en het ziekenhuisinformatiesysteem (ZIS), die de meer organisatorische, financiële of logistieke aspecten van de praktijk, de behandelingen en de patiënten beheren.
Naast de door zorgverlenende organisaties beheerde EPD's is er ook een vorm waarbij de patiënt zelf online zijn patiëntengegevens beheert: een zogenaamd Persoonlijk Gezondheidsdossier (PGD), in het Engels bekend als een personal health record (PHR).

## Landelijk elektronisch patiëntendossier in Nederland

### Geschiedenis
Het landelijk EPD is 1 november 2008 van start gegaan. Vooruitlopend op de parlementaire goedkeuring is in het najaar van 2008 een landelijke campagne gestart om het EPD te introduceren bij het publiek. Per brief werden huishoudens geïnformeerd over het landelijk EPD, de voordelen en de mogelijkheid om bezwaar aan te tekenen. De invoering ging gefaseerd. Eerst zouden alleen de medicatiegegevens en de waarneemgegevens voor huisartsen beschikbaar zijn. Later zouden nieuwe toepassingen volgen.
Als onderdeel van de invoering zijn twee belangrijke wetteksten opgesteld. De Wet gebruik burgerservicenummer in de zorg (Wbsn-z) is reeds aangenomen. Deze wet regelt onder meer de voorwaarden en spelregels voor het gebruik van het Burgerservicenummer in de zorg. Op deze wet volgde de uitbreiding Wijziging van de Wet gebruik burgerservicenummer in de zorg in verband met de elektronische informatie-uitwisseling in de zorg, ook wel aangehaald als de EPD-wet. Deze uitbreiding is in maart 2009 aangenomen door de Tweede Kamer.
Op 2 juni 2010 gelastte de Eerste Kamer de stopzetting van de invoering van het landelijk EPD. 
De Eerste Kamer behandelde het landelijk EPD op 15 maart 2011.
Op 5 april verwierp de Eerste Kamer unaniem het voorliggende wetsvoorstel. Het komt niet vaak voor dat een door de Tweede Kamer goedgekeurd wetsvoorstel in de Eerste Kamer unaniem wordt verworpen, wat het controversiële karakter van de wet onderschrijft.
Met steun van minister Edith Schippers besloot Nictiz in september 2011 via samenwerking met vijf koepels van zorgverleners toch te proberen het epd met private middelen in de lucht te blijven houden. Hier werden kamervragen over gesteld in de Tweede Kamer en op 29 september 2011 beantwoord. Na deze kritische parlementaire vragen werd het project weer afgeblazen. Te elfder ure kwam uiteindelijk de Vereniging van Zorgaanbieders voor Zorgcommunicatie tot stand. In de politiek duurt de discussie over de uitwisseling van patiëntgegevens en de rol van de overheid daarin voort.
De Eerste Kamer heeft in april 2011 aanvullende wetgeving rond het gebruik van het EPD unaniem afgewezen en heeft daarbij de minister opdracht gegeven zich uit het project terug te trekken. In reactie daarop is door een vijftal koepelorganisaties met steun van de Nederlandse Patiënten Consumenten Federatie de Vereniging van Zorgaanbieders voor Zorgcommunicatie opgericht. Deze VZVZ stelt zich ten doel het EPD te behouden en verder uit te breiden. Deze vereniging beheert ook het Landelijk Schakelpunt, het belangrijkste onderdeel van de infrastructuur (Aorta) achter het EPD. Halverwege 2012 is ongeveer de helft van de Nederlandse bevolking bij het EPD zonder eenieders toestemming aangemeld, wat betekent dat van hen patiëntgegevens kunnen worden uitgewisseld tussen huisarts, apotheek, huisartsenpost en ziekenhuis. Na 2012 zal dit aantal in eerste instantie verminderen omdat vanaf dan expliciete toestemming van de burger vereist is voor deelname. Alle niet-expliciet toegestane aanmeldingen zullen worden verwijderd. Vooralsnog kunnen alleen medicatiegegevens en huisarts-waarneemgegevens worden uitgewisseld. De ontwikkeling van andere toepassingen voor het EPD is onzeker geworden door het afhaken van de overheid. Op 29 november 2012 kwam naar buiten dat een meerderheid in de Tweede Kamer onder leiding van de PvdA nog onoverkomelijke bezwaren had tegen een nieuwe doorstart. Minister Schippers zag zich daardoor genoodzaakt nieuwe spoedwetgeving aan te kondigen. Directeur Edwin Velzel van VZVZ haastte zich dezelfde dag te ontkennen dat de Amerikanen via de Patriot Act toegang tot de Nederlandse gegevens zouden krijgen.
De Vereniging van Praktijkhoudende Huisartsen kondigde op 7 december een kort geding aan tegen de vier grote zorgverzekeraars, om de verplichte deelnamen aan het EPD buiten de contracten te houden.
Hierop besloot de ledenvergadering van de Landelijke Huisartsen Vereniging om instemming met het EPD uit te stellen.
Hierna werd het kort geding ingetrokken. Medio augustus 2013 waren nog maar bijna 1 miljoen Nederlanders akkoord gegaan met opname van hun gegevens in het EPD.
Vanaf april 2013 is door de VZVZ de opzet van het landelijks schakelpunt (LSP) aangepast en vastgelegd in een convenant tussen diverse partijen in de zorg. Betrokken partijen zijn onder meer de LHV, NVZ, KNMP, patiëntenfederatie NPCF en diverse leveranciers van zorginformatiesystemen. Het LSP wordt hierbij verdeeld in 44 regio's op basis van samenwerkingsverbanden. De gedachte hierbij is dat een kleinschaliger opzet meer vertrouwen binnen de samenleving geeft voor het LSP. Regio's beheren het LSP in de regio of zijn ondersteunend aan implementatie van het Elektronisch Patiëntendossier.
Vanaf mei 2014 worden de OZIS functionaliteiten met betrekking tot dienstwaarneming van apotheken en huisartsen uitgefaseerd omdat de gebruikte technieken niet in lijn zijn met de eisen voor privacy en informatiebeveiliging. Betrokken partijen zijn in maart 2014 overeengekomen dat in de loop van 2014 (uiterlijk 31 december 2014) wordt overgestapt naar het LSP. De informatie-uitwisseling tussen waarnemend huisartsen en apothekers verloopt dan via het LSP.

### Bewaartermijn
De algemene bewaartermijn van een medisch dossier is 20 jaar. Na afloop van de bewaartermijn moet het dossier vernietigd worden. Voor het dossier van een onvrijwillig opgenomen psychiatrische patiënt geldt een wettelijke bewaartermijn van 5 jaar na beëindiging van de gedwongen opname. Documenten als het operatieverslag en ontslagbrief moeten 20 jaar bewaard worden. Gegevens voor de medische keuring moeten bewaard worden zolang het noodzakelijk is voor het doel waarvoor de keuring is gedaan. Dit is meestal korter dan 20 jaar.

### Toegang voor zorgverleners
Om misbruik te voorkomen moest de identiteit van de zorgverlener bij raadpleging van het EPD bekend zijn. Sinds 2006 is het Unieke Zorgverlener Identificatienummer (UZI) opgezet om een veilige uitwisseling van gegevens mogelijk te maken. Via de UZI-pas krijgen zorgverleners toegang tot het landelijk schakelpunt, dat uitwisseling van medische gegevens mogelijk maakt. Een UZI-pas kan (in principe) worden aangevraagd door alle zorgverleners die direct met patiënten te maken hebben. Medische gegevens mogen alleen ingezien worden indien de patiënt vooraf inzagerecht aan de zorgverlener heeft gegeven. Dit wordt het 'opt-in' principe genoemd. Ook kan mondeling toestemming worden gegeven. Ten slotte kan de toestemming ook weer worden ingetrokken.
Mocht blijken dat er ten onrechte inzage is geweest dan kan de patiënt hierover een klacht indienen via de VZVZ. De bestaande procedures voor misbruik van patiëntgegevens door zorgverleners zijn dan van kracht. Indien er sprake is van verdenking van misbruik van inzage wordt dit voorgelegd aan toezichthoudende instanties:
- Autoriteit Persoonsgegevens: bij misbruik persoonsgegevens
- Inspectie Gezondheidszorg en Jeugd: bij misbruik medische gegevens

Bij gegrondverklaring van de klacht, dat wil zeggen bij vermoeden van misbruik van de UZI-pas, kan ook de UZI-pas van de desbetreffende zorgverlener ingetrokken worden.

### Toegang voor patiënten
Bij de ontwikkeling van het landelijk EPD is onderzocht of ook patiënten zelf via internet toegang konden krijgen tot over hen uitwisselbare informatie. Dat bleek om veiligheidsredenen niet haalbaar. De bestaande authenticatiemogelijkheid DigiD biedt onvoldoende zekerheid voor het via internet beschikbaar maken van medische gegevens. Wel mogelijk is het inzien van de zogenoemde verkeersgegevens, dat wil zeggen gegevens over welke zorgverleners medische gegevens over de patiënt hebben opgevraagd (maar weer niet of die opvraging tot een resultaat heeft geleid; dat zou weer 'medische informatie' zijn).
Om te weten welke medische gegevens zijn vastgelegd en kunnen worden opgevraagd via het landelijk EPD kan de patiënt wel terecht bij de betreffende zorgverlener zoals ook omschreven bestaande wetgeving waaronder de WGBO.

### Toestemming van de patiënt enjurisprudentie
Bij de invoering van het landelijke EPD werd uitgegaan van impliciete toestemming, dat wil zeggen dat wie geen bezwaar maakte werd geacht in te stemmen met de uitwisseling van medische gegevens via het landelijk schakelpunt (LSP). Een patiënt kon door middel van een formulier bezwaar maken tegen die uitwisseling van de medische gegevens. Dit bezwaar had geen invloed op uitwisseling die zorgverleners onderling en zonder tussenkomst van het LSP toepassen. Het bezwaar tegen uitwisseling in het landelijk EPD kon te allen tijde weer worden ingetrokken. Daarnaast bestond er de mogelijkheid tot selectieve deelname. Hierbij moest iedere hulpverlener aan de patiënt vragen of gegevens voor het EPD beschikbaar moesten worden gesteld.
- Kinderen onder de 16 jaar konden niet zelf bezwaar maken. De ouder (dan wel voogd) moest eerst een uittreksel uit het geboorteregister/gezagsregister/of het GBA halen bij de gemeente. De kosten hiervan werden vergoed.
- Personen boven de 16 jaar moesten alleen een kopie van een identiteitsbewijs meesturen.

Bij de nieuwe opzet van het landelijk EPD gaat men, op dringend advies van het College bescherming persoonsgegevens, uit van expliciete toestemming, dat wil zeggen dat alleen patiëntgegevens beschikbaar zijn voor opvraging van mensen die actief daarmee hebben ingestemd. Op 22 maart 2011 had het Regionaal Tuchtcollege te Amsterdam al een apotheker gewaarschuwd die abusievelijk geen toestemming voor opname in het EPD had gevraagd aan een klager, welke uitspraak in hoger beroep grotendeels in stand bleef.
Op 23 juli 2014 oordeelde de rechtbank te Utrecht dat de expliciete toestemming van de patiënt vereist is.

### Deelname van zorgverleners
Er is geen verplichting voor aansluiting op het landelijk EPD en de invoering gebeurde medio 2010 op vrijwillige basis. In het door de Eerste Kamer afgewezen wetsvoorstel was daarvan wel sprake. De subsidieregeling die gold tot 1 juli 2010 werd niet voortgezet na kritiek in de Eerste Kamer. Ondanks een motie pas op de plaats te maken, die behalve door het CDA door de hele Eerste Kamer werd gesteund, kondigde minister Klink aan verder te gaan met het EPD. Zijn ambtsopvolger zag op 5 april 2011 het wetsvoorstel uiteindelijk sneuvelen in een eensgezinde Eerste Kamer.

### Kritiek en discussie
Het landelijke elektronisch patiëntendossier kent zowel voor- als tegenstanders. Discussie over het EPD is fundamenteel en veelal heftig. Voorstanders benadrukken de voordelen van het snel beschikbaar hebben van patiëntinformatie ten behoeve van diagnosestelling of het voorkomen van vermijdbare problemen zoals conflicterende medicijnen. Tegenstanders benadrukken het privacy-risico van misbruik van medische gegevens door bijvoorbeeld zorgverzekeraars of media.
Discussie betreft onder meer de volgende aspecten:
- Gevaar van misbruik en schending van privacy bij inbraak in het systeem door crackers. Bij inbraak komt medische informatie over mensen naar buiten. Dergelijke informatie is zeer privacygevoelig en kan de slachtoffers grote schade berokkenen. Denk bijvoorbeeld aan het bekend worden van het psychiatrisch verleden van politici of topmensen uit het bedrijfsleven. Tegenstanders stellen dat de risico's te groot zijn en verwijzen daarbij naar bijvoorbeeld een onderzoek van de Universiteit van Amsterdam.[34][35] Voorstanders benadrukken de veiligheidsmaatregelen, de mogelijkheid van opt-out en hechten meer waarde aan de voordelen van het bedoelde gebruik van het EPD.
- Gevaar van misbruik en schending van privacy door zorgverleners. Bij opvraging van patiëntgegevens door een zorgverlener wordt niet gecontroleerd of de zorgverlener daadwerkelijk een behandelrelatie heeft met de patiënt (dat is ook niet mogelijk, denk aan spoedeisende hulp in het ziekenhuis na een ongeval). Volgens tegenstanders bestaat het risico dat zorgverleners met een geldige UZI-pas onterecht gegevens opvragen van bijvoorbeeld hun buurman of bekende Nederlanders. Voorstanders vertrouwen op de preventieve werking van het logboek dat alle opvragingen traceerbaar maakt en de zware sancties op onterecht opvragen.
- Gevaar van misbruik en schending van privacy als gevolg van verlies/diefstal van UZI-passen. Volgens tegenstanders wordt in de medische praktijk onvoldoende zorgvuldig omgesprongen met de UZI-passen en kan een kwaadwillende vrij eenvoudig een UZI-pas met pincode stelen en vervolgens vanaf elke locatie medische gegevens inzien. Voorstanders betwisten dit met het argument dat zelfs men bij diefstal van én UZI-pas én pincode ook nog toegang moet krijgen tot het netwerk van de zorgverlener.
- Storingsgevoeligheid in de pilotfase van het systeem, hoewel die problemen opgelost lijken te zijn.[36]
- Gevaar van misbruik en schending van privacy door onbevoegden zoals bedrijfsartsen, werkgevers en (zorg)verzekeringsmaatschappijen of hypotheekverstrekkers. Tegenstanders zijn bang dat het landelijk EPD de deur openzet naar inzage in medische dossiers door partijen met specifieke belangen.[37][38] Voorstanders benadrukken dat huidige wetgeving dit al uitsluit en dat de patiënt altijd zelf het laatste woord heeft over wie toegang kan krijgen.
- Eigenaarschap van het patiëntdossier. Volgens tegenstanders creëert het EPD onduidelijkheid over eigenaarschap en aansprakelijkheid bij misbruik. Zij stellen dat artsen op basis van de Eed van Hippocrates helemaal geen patiëntgegevens mogen laten opvragen. Voorstanders stellen dat het EPD geen fundamentele wijziging inhoudt omdat het beschikbaar stellen van patiëntgegevens aan een andere zorgverlener en in het belang van de patiënt al lange tijd usance is en zelfs in digitale vorm al op grote schaal plaatsvindt. De discussie over eigenaarschap van patiëntgegevens is volgens hen niet relevant voor het EPD omdat de gegevens daarin niet worden vastgelegd of beheerd.
- Bewaartermijnen. Tegenstanders vragen zich af of het EPD inzage kan geven in gegevens - soms gevoelige informatie zoals een psychiatrisch verleden, geslachtsziekte of kanker - die volgens de wet al eerder vernietigd hadden moeten worden. Voorstanders stellen dat dat alleen mogelijk is als de beheerder van het dossier verzuimt die gegevens in zijn systeem te vernietigen en dat dat daarmee los staat van het EPD.
- Onjuiste informatie. Tegenstanders zijn bevreesd dat zorgverleners onjuiste informatie krijgen als er fouten zitten in het dossier van de 'leverende' zorgverlener. Patiënten hebben geen mogelijkheid om onjuistheden te verwijderen. Voorstanders zijn van mening dat patiënten die mogelijkheid wel hebben, namelijk bij de zorgverlener die het dossier beheert en dat de situatie niet anders is dan voorheen. Tegenstanders zien vooral een risico in het feit dat zorgverleners bij gebruik van het EPD geen persoonlijk contact hebben, wat de kans op fouten sterk vergroot. Voorstanders stellen dat persoonlijk contact tussen zorgverleners altijd mogelijk blijft en dat het EPD alleen een hulpmiddel is.
- Hoge kosten. Tegenstanders wijzen op de hoge kosten van ontwikkeling en beheer van het systeem. Zo heeft Nictiz tot 2010 jaarlijks zo'n 30 miljoen euro besteed aan de ontwikkeling en invoering van het EPD. Voorstanders brengen hier tegenin dat de baten navenant zijn - hoewel daar weinig kwantitatieve informatie over bekend is. Ook wijzen zij op niet in euro's uit te drukken baten zoals het voorkomen van ellende als gevolg van medicatiefouten. Of de baten tegen de kosten opwegen is vooralsnog niet duidelijk.
- Volgens de Universiteit van Amsterdam bestaat het risico dat het Amerikaanse bedrijf dat de gegevens gaat beheren op grond van de Patriot Act of FISA Amendment Act gegevens aan de overheid van de VS door moet spelen.[39] Minister Schippers neemt echter genoegen met een verklaring van het bedrijf dat dit niet het geval is.[40]

### Actuele status
Het landelijk EPD is van oorsprong een initiatief van het Ministerie van VWS. In de eerste jaren werd de EPD-regie gevoerd door het Nationaal ICT Instituut in de Zorg Nictiz, met een royaal budget van VWS. Daarna voerde VWS zelf vijf jaar de regie, omdat de EPD-uitrol door Nictiz niet voldoende voortgang maakte. Ook in die periode kwam het landelijke EPD onvoldoende van de grond, ondanks een enorme investering. 
Nadat de Eerste Kamer in 2011 de EPD-wet unaniem afwees, mocht VWS zich niet meer met de EPD-uitrol bemoeien. Met financiering door de zorgverzekeraars werd een aangepast EPD ontwikkeld, dat als "privaat initiatief" door VZVZ werd uitgerold.
De hoofdverschillen met het oorspronkelijke EPD-plan zijn: 
1) elke patiënt moet expliciet toestemming geven voor deelname aan het landelijke EPD
2) geen automatische en verplichte EPD-deelname van zorgverleners
3) geen landelijk systeem maar een regionale opzet.
Volgens sommigen is het Landelijke EPD feitelijk geen echt EPD omdat er geen centrale database is waarin patiëntgegevens worden opgeslagen. Het zou veeleer "een verzamelterm voor ICT-toepassingen ter ondersteuning van zorgverlening, preventie, medisch onderzoek en zorglogistiek." zijn Zorgverleners kunnen via een landelijk schakelpunt (LSP) relevante patiënteninformatie opvragen uit de zorginformatiesystemen van andere zorgverleners. Deze informatiesystemen, het beheer en de communicatie tussen deze systemen dienen te voldoen aan door de NICTIZ vastgestelde kwaliteitsnormen ('XIS-typegekwalificeerd').
Het Landelijke Elektronisch Patiëntendossier in Nederland is oorspronkelijk als landelijk systeem opgezet. Nadat de Eerste Kamer in 2011 de EPD-wet unaniem afwees, zijn softwarematige regionale "schotten" aangebracht, met als resultaat 44 regio's. (Waarnemend) huisartsen, (ziekenhuis)apothekers en medisch specialisten kunnen alleen binnen de regio patiëntgegevens uitwisselen indien de patiënt daar vooraf toestemming voor heeft gegeven. Het gaat dan om het dossier van de huisarts en het overzicht van medicijngebruik. Ziekenhuizen kunnen regio overstijgend gegevens uitwisselen.
Bij inzage identificeren zorgverleners zich met een persoonsgebonden UZI-pas en pincode. Uitwisseling van gegevens vindt plaats via het landelijk schakelpunt (LSP). Daar wordt ook vastgelegd wanneer welke gegevens door welke zorgverlener zijn geraadpleegd. Voor het identificeren van patiëntengegevens wordt gebruikgemaakt van het Burgerservicenummer. Het gebruik van dit nummer is verplicht en vastgelegd in de Wet aanvullende bepalingen verwerking persoonsgegevens in de zorg (Wabvpz). Bij het LSP aangesloten zorgaanbieders worden geïdentificeerd door middel van URA (UZI-Register Abonneenummer).
Zorgconsumenten kunnen via de website van de VZVZ het inzage-overzicht van het eigen patiëntendossier inzien via een door DigiD beveiligde verbinding. Tevens kan hier toestemming voor inzage worden geregeld. Dit gaat via zogenaamde 'opt-in': per zorgverlener wordt aangegeven of inzage mogelijk is. Het opvragen van het inzage-overzicht en het verlenen van toestemming voor inzage kan ook schriftelijk gebeuren.